# Gram (sagnfigur)
 For alternative betydninger, se Gram. (Se også artikler, som begynder med Gram)
Gram var en af de tidligste danske sagnkonger ifølge Saxo Grammaticus' Gesta Danorum. Hans historie er mere detaljeret end hans forgængere. Georges Dumézil argumenterer for, at Gram delvist bygger på guden Thor, særligt hans sejr over Hrungner og hans efterfølgende møde med Groa.
Det oldnordiske ord gramr betyder "konge" og det er sandsynligvis kilden til Grams navn, muligvis pga. en misforståelse fra Saxo. Der er ikke andre kilder, der nævner en konge ved navn Gram.